# 聖塞韋羅
聖塞韋羅是位於義大利東南部普利亞大區福賈省的一個城市。有人口55,861人。聖塞韋羅始建於11世紀。